# Barntjuven
Barntjuven, orig. Il Ladro di bambini. Fransk-italiensk-schweizisk-tysk film från 1992.

## Handling
Karabinjären Antonio får i uppdrag att eskortera en omhändertagen flicka och hennes bror till ett barnhem i Civitavecchia. Barnens mor har tvingat den elvaåriga Rosetta till prostitution. Barnhemmet vägrar ta emot barnen på grund av flickans bakgrund och Antonio beslutar sig för att ta barnen till sin familj på Sicilien. Deras resa till Sicilien blir strapatsrik och det knyts band mellan barnen och Antonio.

## Om filmen
Filmen är inspelad i Ragusa och Reggio di Calabria.
Den hade världspremiär i Schweiz i februari 1992 och svensk premiär den 5 mars 1993, åldersgränsen är 11 år.
Filmen brukar räknas som en av de bästa italienska filmerna genom tiderna.[källa behövs]

## Rollista (urval)
- Enrico Lo Verso - Antonio
- Valentina Scalici - Rosetta
- Giuseppe Ieracitano - Luciano
- Renato Carpentieri - polischef